# La Prédication de saint Paul à Athènes
La Prédication de saint Paul à Athènes est une gravure sur cuivre au burin datée vers 1517-1520 du graveur de la Renaissance italienne Marcantonio Raimondi d'après Raphaël, et dont un des exemplaires est conservé au musée Condé (Chantilly).

## Iconographie
La Prédication de saint Paul à Athènes représente le moment où saint Paul prononce le discours de l'Aréopage, sermon contre l'idolâtrie, composition à mettre en relation avec les cartons peints par Raphaël pour la tapisserie correspondante des Actes des Apôtres commandée par le pape Léon X en 1515 dans le cadre du chantier de la chapelle Sixtine.

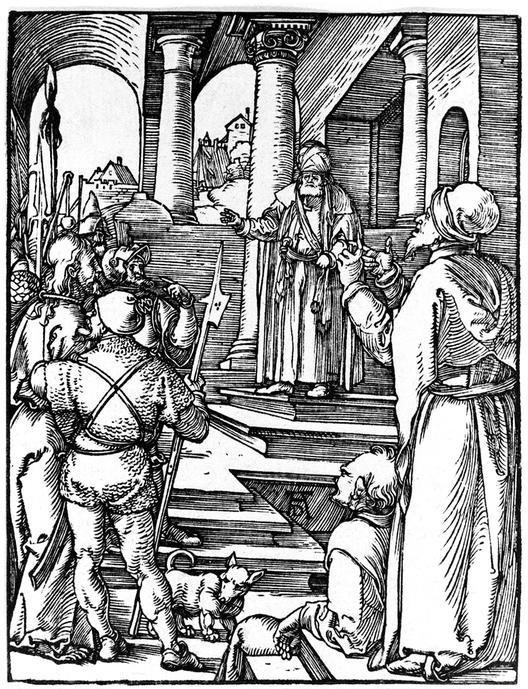
Dürer, Le Christ devant Pilate.

## Analyse
Pour composer l'espace et la profondeur de la scène, Raphaël s'inspire savamment du Christ devant Pilate de la Petite Passion, gravure sur bois d'Albrecht Dürer (vers 1508-1509). Raphaël porte une véritable admiration à l'œuvre de Dürer, comme rapporté notamment par Giorgio Vasari dans Les Vies des meilleurs peintres, sculpteurs et architectes et la maîtrise pleinement. L'estrade sur laquelle se tient l'apôtre, vu de dos dans l'estampe de Raphaël, est une reprise, sous l'angle opposé, de celle sur laquelle se tient Ponce Pilate, de face dans l'œuvre de Dürer.